# Међународни инструменти људских права
Међународни инструменти људских права су уговори и други међународни текстови који служе као правни извори међународног права о људским правима и заштите људских права.
Постоји дванаест међународних инструмената за људска права који су под надлежношћу Канцеларије Високог комесаријата за људска права Уједињених нација, секретаријата Савета Уједињених нација за људска права .

## Инструменти
- Међународни пакт о економским, социјалним и културним правима, чији је надзорни орган Одбор за економска, социјална и културна права ;
- Међународни пакт о грађанским и политичким правима, чије је надзорно тело Одбор за људска права ;
- Први факултативни протокол Међународног пакта о грађанским и политичким правима
- Други факултативни протокол уз Међународни пакт о грађанским и политичким правима, чији је циљ укидање смртне казне
- Међународна конвенција о елиминацији свих облика расне дискриминације чије је надзорно тело Одбор за елиминацију расне дискриминације;
- Конвенција о елиминацији свих облика дискриминације жена чије је надзорно тело Одбор за елиминацију дискриминације жена;
- Први факултативни протокол конвенције о елиминацији свих облика дискриминације жена
- Конвенција против мучења и другог окрутног, нечовечног или понижавајућег поступања или кажњавања чије је тело за надгледање Одбор против мучења;
- Конвенција о правима детета, чије је надзорно тело Одбор за права детета ;
- Први факултативни протокол уз Конвенцију о правима детета о умешаности деце у оружани сукоб
- Други факултативни протокол уз Конвенцију о правима детета и продаји деце, дечије проституције и дечије порнографије
- Међународна конвенција о заштити права свих радника миграната и чланова њихових породица усвојена од стране Генералне скупштине 1990. године и која је ступила на снагу 2003. године, када ју је прихватило најмање 20 држава.